# Sidi Badhaj
Sidi Badhaj o Sidi Rahhal (en àrab سيدي بدهاج, Sīdī Badhāj; en amazic ⵙⵉⴷⵉ ⴱⴷⵀⴰⵊ) és una comuna rural de la província d'Al Haouz, a la regió de Marràqueix-Safi, al Marroc. Segons el cens de 2014 tenia una població total de 5.394 persones.